# Ounislompolo
Ounislompolo är en sjö i Kiruna kommun i Lappland och ingår i Torneälvens huvudavrinningsområde. Ounislompolo ligger i Torneträsk-Soppero fjällurskog Natura 2000-område.